# Mykola Roudenko
Mykola Danylovytch Roudenko (en ukrainien : Мико́ла Дани́лович Руде́нко ; en russe : Николай Данилович Руденко, Nikolaï Danilovitch Roudenko), né le 19 décembre 1920 à Iouriïvka (RSS d'Ukraine) et mort le 1er avril 2004 à Kiev, est un poète ukrainien, écrivain, philosophe, dissident soviétique, militant des droits de l'homme et vétéran de la Seconde Guerre mondiale. Il est le fondateur du groupe ukrainien d'Helsinki et est arrêté à deux reprises pour ses activités dissidentes.

## Biographie
Roudenko a sept ans lorsque son père meurt dans un accident minier. Avec sa mère, son frère et sa sœur, il travaille dans la ferme familiale jusqu'à ce qu'ils soient contraints de céder leurs terres lors du processus de collectivisation. Il est traumatisé par le Holodomor, dont le souvenir le hantera toute sa vie. Il commence à écrire dès son enfance et fait publier certains de ses poèmes dans les journaux locaux. Son écriture lui vaut une bourse à l'université d'État de Kiev en 1939. Il n'étudie que deux mois avant d'être appelé dans l'Armée rouge.
Pendant la guerre, Roudenko est grièvement blessé. Le 4 octobre 1941, près de Leningrad, il est blessé par une balle explosive qui lui brise les os du bassin et pénètre dans sa colonne vertébrale. Il passe plus d'un an à l'hôpital, au terme duquel il retrouve sa mobilité. Il reçoit l'ordre de l'Étoile rouge, de la Grande Guerre patriotique de 1re classe, et six autres médailles.
En 1946, Roudenko quitte l'armée, mais ne retourne pas à l'université. Il continue à écrire et son premier recueil de poèmes est publié en 1947.

## Œuvres
Dès la publication de son premier recueil, De la marche, en 1947, il est accepté à l'Union des écrivains d'Ukraine. Roudenko est membre du parti communiste et il occupe divers postes dans plusieurs maisons d'édition. Il écrit une grande variété de poèmes et de romans, certains de ses plus célèbres étant : Le Dernier sabre (1959), Le Boomerang magique (1966), Le Ravin de l'aigle (1970) et le recueil de poèmes sur le Holodomor, La Croix (1976).
Il écrit également des ouvrages de philosophie. Dans L'Énergie du progrès (1974), il s'oppose aux travaux de Karl Marx. En 1972, ses œuvres cessent d'être publiées en Union soviétique.

## Activité dissidente
Roudenko cesse sa coopération avec le Parti communiste de l'Union soviétique à la fin des années 1940. Il est convaincu que la déstalinisation n'est pas la réponse aux défis que traverse son pays, et que le vrai problème est l'idéologie soviétique. Roudenko commence à pétitionner tous les niveaux du Parti sur la nécessité d'une réforme, envoyant même une lettre à Nikita Khrouchtchev en 1960. Mis sous surveillance par le KGB, il commence à rencontrer de plus en plus d'autres membres du mouvement dissident. En 1974, il est expulsé du Parti communiste pour ses opinions sur le marxisme. Il perd son emploi et doit occuper un poste de veilleur de nuit. Dans les années 1970, il commence à s'impliquer dans la défense des droits de l'homme. Cela conduit à son arrestation le 18 avril 1975 pour « agitation et propagande anti-soviétiques », mais il est libéré sous amnistie en tant que vétéran de la Seconde Guerre mondiale. En 1976, il est néanmoins contraint de passer un examen psychiatrique. Cela ne l'empêche pas d'annoncer la formation du groupe ukrainien d'Helsinki le 9 novembre 1976 : le groupe commence à publier des informations sur les violations des droits de l'homme en Ukraine, notamment des détails sur le Holodomor et d'autres répressions et atrocités.

## Arrestation
Le 5 février 1977, il est de nouveau arrêté avec Oleksiy Tykhyi. Son procès a lieu du 23 juin au 1er juillet 1977 : il est condamné à sept ans de camp de travail et cinq ans d'exil pour agitation et propagande anti-soviétiques. En 1978, l'ensemble de ses 17 œuvres sont retirées de la circulation. Roudenko est d'abord emmené dans un camp de prisonniers en Mordovie, où son épouse Raïssa Roudenko est également envoyée après avoir été elle aussi arrêtée. Il est ensuite transféré dans un camp de la région de Perm. En tant que personne handicapée, il n'est initialement pas obligé de travailler, mais après avoir participé à des grèves de prisonniers, il perd ce privilège malgré ses blessures de guerre. Le 5 mars 1984, il est exilé dans le village de Mamaï, dans l'actuelle république de l'Altaï, où il est rejoint trois ans plus tard par son épouse. Ils sont libérés en 1987 en raison de la pression publique. Leur résidence ayant été confisquée, ils partent pour l'Allemagne, puis les États-Unis. Mykola Roudenko y travaille pour Radio Free Europe/Radio Liberty et Voice of America, tout en continuant à participer aux activités du groupe ukrainien Helsinki. Il est déchu de sa nationalité soviétique en 1988. Il ne retourne à Kiev qu'à l'indépendance de l'Ukraine, en septembre 1990 : sa citoyenneté est rétablie et il est entièrement réhabilité.

## Honneurs et récompenses

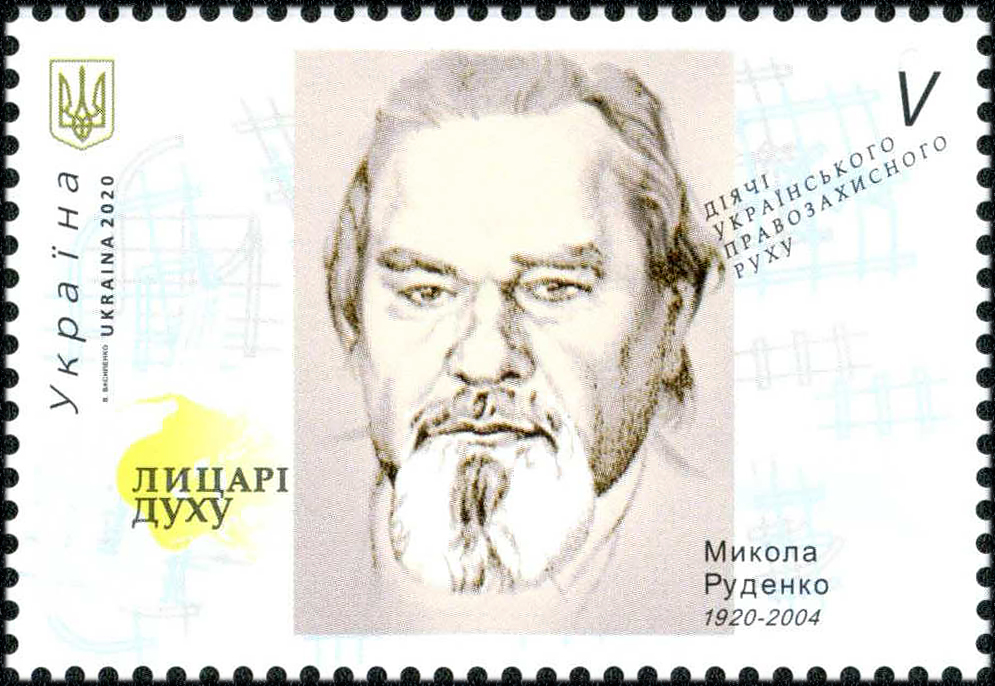
En 2020 un timbre en Ukraine.

- En 1988, le Centre éducatif et scientifique de Philadelphie le nomme « Ukrainien de l'année » pour avoir défendu les droits nationaux du peuple ukrainien et sa culture.
- En 1990, il est élu membre de l'Académie libre ukrainienne des sciences.
- En 1993, il reçoit le prix d'État Taras-Chevtchenko de littérature.
- En 1998, ses mémoires sont publiés sous le titre Le plus grand miracle est la vie : mémoires (Найбільше диво - життя).

## Décorations
Union soviétique
- Ordre de l'Étoile rouge
- Ordre de la Guerre patriotique, 1re classe

Ukraine
- Héros de l'Ukraine
- Ordre du Mérite d'Ukraine, 3e classe